# Dodona egeon
Dodona egeon is een vlindersoort uit de familie van de prachtvlinders (Riodinidae), onderfamilie Nemeobiinae.
Dodona egeon werd in 1851 beschreven door Westwood.